# Кластерний головний біль
Кластерний головний біль — це неврологічний розлад, що характеризується повторюваним, сильним головним болем з одного боку голови, зазвичай навколо ока. Часто супроводжується сльозотечею, закладеністю носа або набряком навколо очей на боці ураження. Ці симптоми звичайно тривають від 15 хвилин до 3 годин. Напади часто відбуваються у кластерах, які зазвичай тривають тижнями або місяцями, а іноді — понад рік.
Причина виникнення невідома. Фактори ризику включають наявність в анамнезі впливу тютюнового диму та обтяжену спадковість. До факторів, що провокують біль, відносять вживання алкоголю і нітрогліцерину. Це первинний головний біль за типом тригемінальних вегетативних цефалгій. Діагноз ставиться симптоматично.
Рекомендоване ведення пацієнта включає зміну способу життя шляхом уникнення потенційних тригерів. Лікування гострих нападів включає оксигенотерапію або швидкодійні триптани. Рекомендовані заходи щодо зниження частоти нападів включають ін'єкції стероїдів або призначення верапамілу. Нервова стимуляція або хірургічне втручання може використовуватися, якщо інші заходи неефективні.
Захворювання вражає приблизно 0,1 % загальної популяції в якийсь момент в їхньому житті та 0,05 % щороку. Вперше виникає переважно у віці від 20 до 40 років. Чоловіки страждають приблизно в чотири рази частіше, ніж жінки. Кластерний головний біль названий так через виникнення груп нападів головного болю (кластерів). Також називається «суїцидальним головним болем».

## Історія
Перший повний опис кластерного головного болю зробив в 1926 році в Лондоні невролог Вілфред Гарріс, який назвав захворювання мігренозною невралгією. Описи кластерного головного болю датують 1745-м роком або, ймовірно, і раніше.
Захворювання спочатку було назване цефалгією Хортона після того, як Баярд Тейлор Хортон, американський невролог, постулював першу теорію її патогенезу. Його оригінальний документ описує тяжкість головного болю, як такий, що може змусити нормального чоловіка вчинити спробу самогубства чи повний суїцид; в його записах 1939-го року сказано:
|  | Наші пацієнти були інвалідизовані цим розладом і страждали на напади болю від двох до двадцяти разів на тиждень. Вони не знайшли ніякого полегшення від звичайних методів лікування. Їхній біль був таким сильним, що деякі з них повинні були перебувати під постійним наглядом, задля запобігання самогубства. Більшість з них були готові пройти будь-яку операцію, яка може принести полегшення. Оригінальний текст (англ.) Our patients were disabled by the disorder and suffered from bouts of pain from two to twenty times a week. They had found no relief from the usual methods of treatment. Their pain was so severe that several of them had to be constantly watched for fear of suicide. Most of them were willing to submit to any operation which might bring relief. |

Кластерний головний біль називали/називають еритропрозалгією Бінга, циліарною невралгією, еритромегалією голови, головним болем Хортона, гістаміновою цефалгією, невралгією кам'янистого нерва, клинопіднебінною невралгією, невралгією відіана, невралгією Сладера, синдромом Сладера і ангіопаралітичною гемікранією.

## Епідеміологія
Кластерний головний біль уражає близько 0,1 % населення. Чоловіки страждають приблизно учетверо частіше, ніж жінки. Приблизно п'ята частина дорослих повідомляють, що біль з'явився у віці 10–19 років.

## Причини
|                                                                                   |  |  |
| Позитрон-емісійна томографія (ПЕТ) показує ділянки мозку, активовані під час болю |  |  |
|                                                                                   |  |  |
| Воксель-базована морфометрія показує структурні відмінності ділянок мозку         |  |  |

Причини кластерного головного болю невідомі. Кластерні головні болі історично описувались як судинний головний біль, який був викликаний розширенням кровоносних судин, що у свою чергу, створювало тиск на трійчастий нерв. Судинна теорія тепер менш популярна, розглядаються інші механізми. У третьому виданні Internal Classification of Headache disorders кластерний головний біль класифікується як головний біль, пов'язаний з тригемінальними вегетативними цефалгіями

### Генетика
Кластерний головний біль дуже рідко передається у сім'ях за аутосомно-домінантним типом успадкування. Люди, що мають родичів першої лінії з кластерним головним болем, в 14–48 разів більш схильні до розвитку цього стану,  а близько 1.9–20 % осіб із кластерним головним болем мають обтяжений сімейний анамнез. Можливо генетичні фактори вимагають подальшого дослідження, сучасні докази генетичного успадкування обмежені.

### Тютюнопаління
Близько 65 % осіб з кластерним головним болем є, або були, курцями. Люди з кластерним головним болем часто мають схожий спосіб життя, звички, в тому числі тютюнопаління. Відмова від куріння не призводить до поліпшення стану, і кластерний головний біль виникає також у тих, хто ніколи не палив (наприклад, дітей). Вважається малоймовірним, що паління є причиною цього типу головного болю. 

### Гіпоталамус
Різні доповіді зазначають, що у процес може бути залучене супрахіазматичне ядро в гіпоталамусі, яке є основним біологічним годинником в організмі людини, оскільки кластерний біль характеризується добовою чи сезонною ритмічністю. Також під час нападу було виявлено зниження рівня холіну в еритроцитах.
Позитронно-емісійна томографія (ПЕТ) вказує на ділянки мозку, які активуються тільки під час атаки, в порівнянні з безболісним періодом. Ці зображення показують ділянки мозку, які активні під час болю жовтим/оранжевим кольором (так звана «больова матриця»). Ділянка в центрі (у всіх трьох зрізах) активна тільки під час кластерного головного болю. Нижній ряд  показує структурні відмінності головного мозку у людей з і без кластерного болю; відрізняється тільки частина гіпоталамуса

## Патогенез
Патогенез недостатньо вивчений.
Кластерний головний біль є циклічним розладом. Всі наявні на цей час факти показують, що цей синдром пов'язаний з біологічним годинником людини. Теорія біологічного годинника частково виникла через циклічну природи цих головних болів і того факту, що вони часто з'являються в один і той самий час доби впродовж циклу.
Біологічний годинник людини регулює ферментативну діяльність, температуру тіла, гормональну секрецію, а також інші фізіологічні реакції. Хворий на кластерний головний біль організм, мабуть, відчуває деякі труднощі з управлінням цими природними ритмами. Гіпоталамус, який керує циклом "сном – неспання", ймовірно, лежить в основі цієї загадки. Він може посилати імпульси центральній нервовій системі, кровоносній системі, змушуючи кровоносні судини розширюватися. Однак, це розширення є наслідком, а не причиною даної хвороби. Рівень вмісту серотоніну може бути ще одним фактором впливу; це хімічна речовина разом з гістаміном регулює біологічний годинник і анатомічно пов'язана з оком. Вміст гістаміну також може бути причиною цієї проблеми. Гістамін — це вазоактивна речовина, що знаходиться в першу чергу в гіпоталамусі, яка розширює кровоносні судини. Вчені виявили, що ін'єкція (введення) невеликої кількості гістаміну пацієнтам провокує головний біль. На цей факт посилаються, як на доказ зв'язку між гістаміном і головним болем.  
Багато пацієнтів повідомляють, що вони прокидаються вночі через кластерний головний біль. Вчені встановили, що приблизно в половині випадків це пробудження припадає на фазу швидкого сну, або, як її ще називають, фазу швидкого руху очей. Причина цього недостатньо вивчена. 

## Ознаки і симптоми
Кластерні головні болі — це повторювані напади нестерпного одностороннього головного болю екстремальної інтенсивності . Частота нападів по кілька разів на день впродовж ряду тижнів, а то і місяців, потім раптово проходить і не відзначається місяціями а то й роками. Тривалість типового нападу кластерного болю коливається від 15 до 180 хвилин. Більшість нелікованих нападів (близько 75 %) тривають менше ніж 60 хвилин.
Напад починається зазвичай швидко і без попередніх ознак (аури), які характерні в разі мігрені. Попередні відчуття болю в загальній ділянці нападу, так звані «тіні», можуть сигналізувати про неминучий кластерний головний біль, або ці симптоми можуть зберігатися після нападу, або навіть в період між нападами. Тож кластерний головний біль є строго одностороннім. Існують деякі задокументовані випадки «бічного зсуву» у міжкластерні періоди, або, вкрай рідко, одночасний (в рамках одного кластера періоду) двосторонній головний біль.

### Біль
Біль виникає тільки з однією сторони голови (односторонній), навколо очей (орбітальний), особливо над оком (надочноямковий), в скроні (скроневий), або в будь-якій комбінації.
Напади кластерного головного болю значно сильніші, ніж при інших головних болях, зокрема сильно виражена мігрень. Біль зазвичай описується як пекучий, колючий, тупий або здавлюючий, і може бути локалізований близько або позаду очей. Біль є настільки сильним, що у людей під час нападу можуть виникати думки про самогубство (звідси і походить альтернативне назва «суїцидального головного болю» або «головний біль самогубця»). Цей головний біль відмічається як один із найболючіших станів.
Хворі, які відчували напади цього болю, розповідали, що це схоже на проколювання очей розпеченою шпицею.

### Інші симптоми
Типові симптоми кластерного головного болю включають групове виникнення і рецидивування (кластера) нападів головного болю, різкого одностороннього орбітального, надочноямкового та/або скроневого болю. За відсутності лікування частота нападів може варіюватися від одного впродовж двох діб до восьми на день. Напади кластерного головного болю супроводжуються як мінімум одним з таких вегетативних симптомів: опущення повік, звуження зіниць, почервоніння кон'юнктиви, сльозотеча, нежить, рідше — почервоніння обличчя, набряк або пітливість, що як правило, з'являються на тій же стороні голови, що і біль.
При головних болях цього типу для пацієнтів характерний неспокійний стан: наприклад, крокування по кімнаті або похитування назад і вперед. Подібно мігрені, при кластерному головному болі може збільшитися чутливість до світла (фотофобія) або шуму (акустикофобія). Нудота є не частим симптомом, хоча інколи може зустрічатися. Вторинні наслідки можуть включати нездатність організованого мислення, формування планів, фізичне виснаження, сплутаність свідомості, збудження, агресивність, депресію і тривогу.
У людей з кластерним головним болем може виникнути страх перед наступним нападом, через це вони вносять корекції в свою фізичну чи соціальну активність. Також вони можуть звертатися за допомогою щодо виконання завдань, які за інших умов виконали б з легкістю. Вони можуть боятися створювати плани, тому що приблизно передбачують виникнення головного болю, або навпаки, хвилюються, що біль може застати зненацька. Ці фактори можуть призвести до генералізованого тривожного розладу, панічних атак, серйозного депресивного розладу, ігнорування соціального життя, а також — ізоляції.

### Повторні напади
Кластерний головний біль може іноді позначатися як «головний біль-будильник» через регулярність повторення. Часто напади пробуджують людей від сну. Напади можуть мати метрономну регулярність; як правило, виникають в певний момент дня, щоранку або щоночі. Повторення групових нападів кластерного головного болю може відбуватися частіше при сонцестоянні, або сезонних змінах, іноді наявна річна періодичність. Або навпаки, напади часто можуть бути непередбачуваними, не показуючи жодної періодичності взагалі. 
Ці спостереження підштовхнули дослідників припустити участь у формуванні болю гіпоталамуса або ж його дисфункцію . Гіпоталамус контролює в організмі «біологічний годинник» і циркадні ритми.
При епізодичному кластерному головному болі, напади виникають один або кілька разів на день, часто в той самий час щодня впродовж декількох тижнів, після чого наступає період без головного болю, що триває декілька тижнів, місяців або років. Приблизно 10–15 % кластерного головного болю — це хронічний біль, з множинним головним болем, що виникає щодня впродовж багатьох років, іноді без ремісій.
У відповідності з діагностичними критеріями Міжнародного товариства головного болю (IHS), кластерний головний біль, що виникає впродовж двох або більше кластерних періодів, тривалістю від 7 до 365 днів з ремісією один місяць або довше між нападами головного болю, може бути класифікований як епізодичний. Якщо напади головного болю виникають впродовж більше одного року без ремісії не менше одного місяця, стан класифікується як хронічний.
Хронічний кластерний головний біль виникає та повторюється без будь-яких ремісій між циклами; можуть бути варіації в циклах, тобто частота і тяжкість нападів може непередбачувано змінюватися впродовж певного періоду часу. Частота, тяжкість і тривалість нападів головного болю, які відчувають люди під час цих циклів, коливається і не показує повної ремісії епізодичної форми. Стан може змінюватися з хронічного на епізодичний і навпаки.

## Діагноз
При кластерному головному болі часто встановлюють неправильний діагноз, або стан залишається недіагностованим впродовж багатьох років; його можна переплутати з мігренню, «кластероподібним» головним болем (або таким, що його імітує), підтипом кластерного головного болю, такого як тригемінальна вегетативна цефалгія, або з іншим первинним чи вторинним синдромом головного болю. Також кластероподібний біль може бути діагностований як вторинний головний біль.
Детальний збір анамнезу допомагає лікарю провести диференційну діагностику захворювання, оскільки підтверджувальні тести для кластерного головного болю відсутні. Може бути корисним щоденник головного болю для відстеження, коли і де виникає біль, його інтенсивність і тривалість. Запис прийому препаратів чи дій, які покращили стан, може допомогти відрізнити тип головного болю; дані про частоту, вираженість і тривалість нападів головного болю є необхідним інструментом для встановлення вірного діагнозу.
Встановлення правильного діагнозу викликає певні труднощі при вперше виниклому кластерному головному болі, оскільки не завжди лікарі добре обізнані щодо діагностики рідкісних і складних хронічних захворювань. Лікарі швидкої медичної допомоги навчені для виявлення головного болю цього типу, оскільки самі по собі напади безпосередньо не загрожують життю, але вони пов'язані з підвищеним ризиком самогубства.
Особам з кластерним головним болем часто спочатку ставлять інші діагнози. Пацієнти неправильно діагностуються у зв'язку з шийними, зубними, нижньощелепними симптомами чи симптомами приносових пазух. Недостатнє розпізнання кластерного головного болю медичними працівниками відзначається у відповідній статистиці в Європі та США, що середній час діагностики становить близько семи років. Студенти отримують недостатню підготовку з диференційованого діагностування та лікування головного болю.

### Диференційна діагностика
Кластерний головний біль може помилково діагностуватися як мігрень або гайморит. Інші типи головного болю іноді помилково діагностовані як кластерний головний біль. Неправильні терміни, такі як «кластерна мігрень», сплутують типи головного болю, ускладнюють диференційну діагностику і часто є причиною діагностичної затримки, в підсумку — затягування консультування пацієнта відповідним спеціалістом.
Головні болі, які можна сплутати з кластерними:
- Хронічна пароксизмальна гемікранія (ХПГ) — це односторонній головний біль, без переважання захворюваності серед чоловічої статі (що, як правило, зустрічається при кластерному головному болі). Пароксизмальна гемікранія також може бути епізодичною, але із значно коротшими нападами, ніж ті, які спостерігаються при кластерному головному болі. ХПГ зазвичай повністю усувається протизапальним препаратом індометацином,[33] а при кластерному головному болі, як правило, відсутня позитивна відповідь на індометацин, що робить пробу з індометацином важливим діагностичним інструментом лікарів для правильної диференціальної діагностики між цими станами.[49][50]
- Персистуюча гемікранія[en][51]
- Короткочасний односторонній невралгієподібний головний біль з кон'юнктивальною ін'єкцією і сльозотечею (SUNCT) — це синдром головного болю, що належить до групи тригемінальних вегетативних цефалгій[33][52]
- Невралгія трійчастого нерва — це односторонній синдром головного болю,[45] або «кластероподібний» головний біль.[53]

## Лікування
Лікування кластерного головного болю ділять на три основні категорії: абортивне, перехідне і профілактичне. Існує два основних методів лікування гострого кластерного головного болю: киснем і триптанами, але вони не використовуються у зв'язку з неправильною діагностикою синдрому. Під час нападів головного болю слід уникати таких тригерів, як алкоголь, нітрогліцерин.

### Кисень
Оксигенотерапія може полегшити перебіг нападу, але це не допомагає запобігти майбутнім епізодам. Як правило, кисень подається через кисневу маску зі швидкістю 12–15 літрів на хвилину впродовж 15–20 хвилин. Одне з досліджень показало поліпшення стану впродовж 15 хвилин у близько 70 % випадках. Однак доказова ефективність 100 % кисню є низькою. Гіпербарична оксигенація під тиском приблизно у 2 рази більше атмосферного тиску може полегшити кластерний головний біль.

### Триптани
При гострому нападі першочерговою рекомендованою терапією є підшкірне або інтраназальне введення суматриптану. Суматриптан і золмітриптан показані для поліпшення симптомів під час нападу. Через судинозвужувальний побічний ефект триптани можуть бути протипоказані людям з ішемічною хворобою серця.

### Опіоїди
Використання опіоїдних препаратів при лікуванні кластерного головного болю не рекомендується і може погіршити синдром головного болю. Довгострокове приймання опіоїдів може призвести до звикання, наркоманії. Призначення опіоїдів може призвести до відтермінування встановлення вірного діагнозу та неправильного лікування, ведення пацієнта.

### Хірургія
Нейростимуляція може бути варіантом для невеликої кількість людей, стан яких не поліпшується за допомогою ліків. Дві процедури можуть бути ефективними: глибока стимуляція головного мозку або потиличного нерва; ранній досвід показує перевагу приблизно в 60 % випадків.  Для виявлення переваги процедури, як правило, проходить декілька тижнів або місяців . Неінвазивний метод за допомогою черезшкірної електричної стимуляції нервів (ЧЕСН) вивчається.
Ряд хірургічних процедур, таких як ризотомія і мікроваскулярна декомпресія, також можуть бути розглянуті, але докази щодо їхньої користі обмежені, і є люди, чиї симптоми погіршуються після цих процедур.

### Інше
Судинозвужувальні ерготаміни можуть бути ефективними, але поки що недостатньо вивчені для використання при гострих нападах. Октреотид введений підшкірно продемонстрував кращу ефективність, ніж плацебо, для лікування гострих нападів.

## Профілактика
Профілактична терапія використовується з метою зменшення або усунення нападів кластерного головного болю. Вона зазвичай використовуються в поєднанні з абортивними та перехідними методиками.

### Верапаміл
Рекомендованим препаратом першої лінії превентивної терапії є верапаміл, блокатор кальцієвих каналів. Раніше верапаміл недостатньо використовувався пацієнтами з кластерним головним болем.

### Глюкокортикоїди
Ефективність використання глюкокортикоїдів не доведена, але вони можуть бути використані, поки інші ліки вступають в силу. Гормони, як правило, відміняються після 8–10 днів лікування.

### Інші
Літій, метисергід і топірамат є рекомендованими альтернативними варіантами лікування, хоча існує небагато доказів на підтримку використання топірамату або метисергіду., а також для тіанептіну, мелатоніні, і ерготаміну. Вальпроат, суматриптан і кисень не рекомендуються як профілактичні заходи. Ін'єкції ботулотоксину показали обмежений успіх. Доказовість баклофену, ботулотоксину та капсаїцину нез'ясована.

## Суспільство і культура
Роберт Шапіро, професор неврології, каже, що поки кластерний головний біль є приблизно так само поширеним, як розсіяний склероз, та має аналогічний ступінь інвалідності. Однак в 2013 році в США Національний інститут здоров'я витратив $1.872 млрд на проведення досліджень в області розсіяного склерозу за одне десятиліття, але менше, ніж $2 млн на дослідження кластерного головного болю за 25 років. У зв'язку з виникненням суїцидальних думок під час нападу кластерний головний біль інколи називається «суїцидальним головним болем».
Станом на  липень 2015 немає жодних затверджених препаратів для профілактики кластерного головного болю у Сполучених Штатах.

## Напрямки досліджень
Дані деяких суперечливих випадків показують, що споживання триптамінів, таких як ЛСД, псилоцибін або ДМТ, може зменшити біль і перервати кластерний головний біль циклами. В 2006 році було проведено інтерв'ю/опитування 53 осіб з кластерними головними болями, дані якого свідчать, що псилоцибін здатний подовжити період ремісії у 10 % випадків. Опитування не було сліпим або контрольованим дослідженням.
Фреманезумаб, людське моноклональне антитіло, яке спрямоване проти кальцитонін-ген-споріднених пептидів альфа і бета та знаходиться у третій фазі клінічних випробувань проти кластерного головного болю.